# Кошман, Алексей Николаевич
Алексей Николаевич Кошман (род. 13 сентября 1949, Харьков) — советский и украинский хоровой дирижер, педагог.

## Биография
Музыкальное обучение начал в Харьковской средней специальной музыкальной школе-интернате у Н.И.Герасимчука и О.Н.Коломиец. В 1972 году с отличием окончил факультет хорового дирижирования Харьковского института искусств им. Котляревского по классу кандидата искусствоведения, профессора Мирошниковой А.А. Работал преподавателем отделов хорового дирижирования Криворожского музыкального училища (1972), Харьковского музыкального училища им. Б. М. Лятошинского (1974-1989, руководитель хора и заведующий отделом). С 1989 года работает заведующим отделом хорового дирижирования Харьковской средней специализированной музыкальной школы-интерната, создал хор мальчиков школы, который под его руководством получил звание лауреата многих международных и всеукраинских конкурсов фестивалей, выезжал на гастроли во многие города Украины, России, Польши, Испании и США. Был старшим преподавателем кафедры хороведения и хорового дирижирования Харьковской государственной академии культуры. Опубликовал несколько статей и аранжировок хоровых произведений.  В 2008 году  А.Н.Кошману  была назначена стипендия Харьковской областной государственной администрации в области культуры и вокального искусства имени Н.Ф. Манойло как выдающемуся деятелю культуры и искусств «за личный весомый вклад в укрепление духовных и эстетических основ региона, возрождение и развитие культурного достояния Харьковщины, высокий профессионализм». Был старшим преподавателем кафедры хороведения и хорового дирижирования Харьковской государственной академии культуры.

## Известные ученики
Среди учеников следует назвать лауреата конкурса имени П.И.Чайковского, солиста «Большого» театра в Москве М.Пастера, лауреатов конкурсов хоровых дирижеров А.Лобанова, Е.Панкова, М.Сидорова, П.Яковченко и т.д.